# Walther Böttcher
Walther Böttcher (* 1. April 1901 in Lübeck; † 26. März 1983 ebenda) war ein deutscher Politiker (CDU). Er war von 1954 bis 1959 Präsident des Landtages von Schleswig-Holstein.

## Leben und Beruf
Böttcher absolvierte nach der Schule zunächst ein Lehrerseminar. Anschließend legte er auf dem zweiten Bildungsweg das Abitur auf der Lübecker Oberschule zum Dom ab und studierte Rechts- und Staatswissenschaften an der Universität Hamburg und der Georg-August-Universität Göttingen. Er beendete das Studium mit dem ersten juristischen Staatsexamen. 1927 wurde er an der Universität Göttingen mit der Arbeit „Die rechtliche Stellung des ambulanten Gewerbebetriebes“ zum Dr. jur. promoviert. Nach dem Referendariat legte Böttcher auch das zweite Staatsexamen ab und war danach als Rechtsanwalt und Notar in Lübeck tätig. Ab 1941 leistete er Wehrdienst bei der Wehrbereichsverwaltung X, wo er mit Versorgungsfragen betraut war. 1943 war er Verteidiger im Prozess gegen die Lübecker Geistlichen (Lübecker Märtyrer) und Laien, darunter Stephan Pfürtner und Adolf Ehrtmann. Danker und Lehmann-Himmel charakterisieren ihn in ihrer Studie über das Verhalten und die Einstellungen der Schleswig-Holsteinischen Landtagsabgeordneten und Regierungsmitglieder der Nachkriegszeit in der NS-Zeit als „oppositionell gemeinschaftsfremd“. Sie bescheinigen ihm ein „moralisch aufrechtes, deutlich regimefernes Verhalten“. In den Nachkriegsjahren vertrat er zahlreiche Personen, darunter 1948 den Rüstungsunternehmer Bernhard Berghaus, in Entnazifizierungsverfahren. Von 1956 bis 1960 war er Mitglied des Aufsichtsrates der Handelsbank in Lübeck, 1959–60 auch der Schiffshypothekenbank in Lübeck.
Böttcher war evangelisch, verheiratet und hatte vier Kinder.

## Politik
Böttcher gehörte 1946 zu den Mitbegründern des CDU-Kreisverbandes Lübeck. Er war von 1946 bis 1957 auch Vorsitzender des Kreisverbandes und wurde 1957 zum Ehrenvorsitzenden bestimmt.
Er gehörte von 1946 bis 1951 der Bürgerschaft der Stadt Lübeck an und war dort in dieser Zeit auch Vorsitzender der CDU-Fraktion. Von 1955 bis 1956 war Böttcher schließlich Stadtpräsident von Lübeck. Von 1947 bis 1962 war Böttcher Mitglied des Landtages von Schleswig-Holstein. Dort war er vom 7. August 1950 bis zum 6. August 1954 Erster Vizepräsident und vom 11. Oktober 1954 bis zum 16. September 1959 Präsident des Landtages. Außerdem war er von 1954 bis 1958 Vorsitzender des Landtagsausschusses für die Wahrung der Rechte der Volksvertretung. Zudem war er Mitglied des Justiz- und des Entnazifizierungsausschusses.
Walther Böttcher ist stets als direkt gewählter Abgeordneter des Wahlkreises Lübeck-Süd in den Landtag eingezogen. Darüber hinaus gehörte er den Bundesversammlungen 1949 und 1954 an. Er war von 1956 bis 1959 Bürgermeister von Lübeck. Am 30. Januar 1959 wurde Walther Böttcher das Großkreuz des Bundesverdienstkreuzes verliehen.